# Azmeraw Mengistu
Azmeraw Mengistu Gereme (15 september 1992) is een Ethiopisch atleet, die is gespecialiseerd op de lange afstand.
In 2014 werd hij tweede bij de Great Ethiopian Run. In 2015 werd hij derde bij de halve marathon van Barcelona. Een jaar later werd hij derde bij de halve marathon van Parijs. In Nederland geniet hij met name bekendheid wegens zijn overwinning in 2015 bij de halve marathon van Egmond.

## Persoonlijke records
Baan
| Onderdeel | Prestatie | Datum         | Plaats   |
| --------- | --------- | ------------- | -------- |
| 5000 m    | 13.31,81  | 14 april 2013 | Yokohama |
| 10.000 m  | 27.33,82  | 17 juni 2015  | Hengelo  |

Weg
| Onderdeel      | Prestatie | Datum            | Plaats      |
| -------------- | --------- | ---------------- | ----------- |
| 10 km          | 27.51     | 13 oktober 2013  | Rennes      |
| 15 km          | 42.46     | 8 maart 2015     | Den Haag    |
| 20 km          | 57.38     | 8 maart 2015     | Den Haag    |
| halve marathon | 1:00.48   | 15 februari 2015 | Barcelona   |
| marathon       | 2:11.47   | 28 november 2021 | La Rochelle |

## Palmares

### 5000 m
- 2012:  Chugoku Jitsugyodan Time Trials - 13.46,61
- 2012:  Heisei Kokusai University Long Distance Trials - 13.42,54
- 2012:  Nittai University Time Trials - 13.37,12
- 2012: 4e Nittai University Distance Meeting - 13.48,20
- 2013:  Nittai University Time Trials - 13.31,81
- 2013: 4e Heisei Kokusai University Distance Time Trials - 14.05,87

### 10.000 m
- 2012:  Yokohama - 28.19,40
- 2013:  East Japan Corporate Championships - 27.59,96
- 2015: 8e Ethiopian Trials - 27.33,82

### 10 km
- 2013:  Tout Rennes Court - 27.51
- 2014:  Great Ethiopian Run - 30.13,9
- 2015: 10e TCS World - 29.17

### halve marathon
- 2015:  halve marathon van Egmond - 1:03.01
- 2015: 7e City-Pier-City Loop - 1:00.54
- 2015:  halve marathon van Barcelona - 1:00.48
- 2015: 6e Afrikaanse Spelen - 1:05.18
- 2016:  halve marathon van Parijs - 1:01.17
- 2018: 7e halve marathon van Barcelona - 1:01.10

### marathon
- 2018:  marathon van Athene - 2:13.20
- 2019: 5e marathon van Gunsan - 2:12.50

### veldlopen
- 2013:  Cross de l'Acier in Leffrinckroucke - 28.14